# Gema Castillo
Gema G. Castillo (Buenos Aires, Argentina, 1907-Buenos Aires, mayo de 1979) fue una primera bailarina, coreógrafa y docente argentina.

## Carrera
Hija del escritor, autor teatral y presidente del Círculo Argentino de Autores, José González Castillo y hermana del músico popular y secretario de SADAIC (Sociedad Argentina de Autores) Cátulo Castillo, su madre Amanda Bello, que falleció en 1930, era hija de Germán Bello, un cuidador de caballos de carrera en La Plata. Su otro hermano se llamaba Carlos Hugo Castillo. Fue una destacada intérprete de la danza, nombrada bailarina solista el 18 de mayo de 1931,[cita requerida] integró activamente el elenco estable del Teatro Colón en sus inicios hasta 1939, momento en la que se abocó a la enseñanza. Actuó bajo la dirección de los coreógrafos Adolf Bolm, Boris Romanoff, Michel Fokin, Bronislava Nijinska, Serge Lifar, Margarita Wallmann y Esmée Bulnes.[cita requerida]
Integró el conjunto de ballet Ryctmi Ballet con actuaciones en el Cine Brodway junto a Victoria Garabato, Raúl Blanco, María Ruanova y Ana María Gambier.[cita requerida]
Además se desempeñó por varias décadas como profesora en la escuela del Teatro Colón y, junto a Esmée Bulnes, fue una de las primeras docentes de la Escuela Nacional de Danzas (fundada en 1939), donde salieron de sus manos , entre muchos otros a José Neglia, Armando Navarro, Héctor Zaraspe, Rubén Estanga, Susana Agüero y Antonio Truyol. En 1945 intervino en la inauguración de la Escuela  de Baile del Auditorium  de Mar del Plata.
Intervino en algunas películas como fue La maja de los cantares en 1946, con dirección de Benito Perojo y protagonizada por Imperio Argentina y Amadeo Novoa.

## Teatro
- El amor brujo, con Antonia Mercé, Dora Del Grande, Ángeles Ruanova, Mercedes Quintana, Victoria Garabato, Lydia Galleani, Matilde Ruanova, Teresa Goldkhul y Adela Goldkhul.